# Ajn al-Fidża
Ajn al-Fidża (arab. عين الفيجة) – miasto w Syrii, w muhafazie Damaszek. W 2004 roku liczyło 3806 mieszkańców.